# Sigmund Romberg
Sigmund Romberg, vero nome Siegmund Rosenberg (Nagykanizsa, 29 luglio 1887 – New York, 9 novembre 1951), è stato un compositore e pianista statunitense, il suo lavoro di compositore completo, lo portò a spaziare dall'operetta ai musical, alcune sue composizioni divennero famose (Lover Come Back to Me, Softly, As in a Morning Sunrise, One Kiss), fu anche un valido pianista e direttore d'orchestra.

## Biografia
Nato in Ungheria (allora impero austro-ungarico) da una famiglia di origine ebraica, già con la passione musicale ancora in tenera età, dopo aver completato gli studi in ingegneria e dopo aver svolto il servizio militare, emigrò nel 1909 negli Stati Uniti.
Nel nuovo continente, non trovando lavoro come ingegnere dovette adattarsi, per sopravvivere, a svolgere mansioni più umili come operaio in una fabbrica di matite.
In seguito lasciò il lavoro in fabbrica per poter cominciare a realizzare il suo sogno, ossia quello di esercitare una propria carriera musicale iniziando a suonare come pianista in caffè e bistrot di Broadway, cominciando parallelamente a comporre (dal 1912).
Dopo aver consolidato una certa fama per le sue capacità di compositore, nel 1914 il produttore J.J. Shubert (1878-1963) commissionò a Romberg la composizione di una colonna sonora per lo spettacolo teatrale The Passing Show al Winter Garden Theatre: fu l'inizio di un'attività che portò il compositore ad un lavoro, in poco più di trent'anni, di oltre novecento canzoni per sessantasei spettacoli teatrali e sette musical.
Il culmine del suo successo ebbe luogo nei due  decenni 1920 - 1930, continuando a comporre canzoni di successo e fu sotto ingaggio dalla MGM per lavorare su colonne sonore per film musicali.
Durante il secondo conflitto mondiale si occupò dell'intrattenimento musicale per le truppe americane.
La sua frenetica attività fu fermata solo dalla morte, avvenuta nel 1951 per emmoragia cerebrale.

## Canzoni composte (Lista parziale)
- A Horn in the Fiddle Shop (Sigmund Romberg)
- A Toast to a Woman's Eyes (Bela Jenbach / Sigmund Romberg / M. E. Rourke / Leo Stein)
- Aladdin (Harold Atteridge / Sigmund Romberg)
- Along the Winding Road (Oscar Hammerstein II / Sigmund Romberg)
- American Humoresque (Sigmund Romberg)
- April Snow (Dorothy Fields / Sigmund Romberg)
- Are You Love (Oscar Hammerstein II / Sigmund Romberg)
- Arrival of the Prince (Dorothy Donnelly / Sigmund Romberg)
- Bagdad (Harold Atteridge / Al Jolson / Sigmund Romberg)
- Be Douin Girl (Harold Atteridge / Sigmund Romberg)
- Bella Donna (Sigmund Romberg)
- Birds Are Winging (Dorothy Donnelly / Sigmund Romberg)
- Blossom Time (Heinrich Berte / Dorothy Donnelly / Heinz Reichert / Sigmund Romberg / Alfred Maria Willner)
- Blue Paradise (Edmund Eysler / Bela Jenbach / Sigmund Romberg / M.E. Rourke / Leo Stein)
- Bonnie Blue Flag (Dorothy Donnelly / Sigmund Romberg)
- Boys in Gray (Dorothy Donnelly / Sigmund Romberg)
- Broad Highway (Rida Johnson Young / Sigmund Romberg)
- Call It a Dream (Oscar Hammerstein II / Sigmund Romberg)
- Cardinal's Guard (Leo Robin / Sigmund Romberg / Donald J. Walker)
- Carrousel in the Park (Dorothy Fields / Sigmund Romberg)
- Chanson (Oscar Hammerstein II / Sigmund Romberg)
- Children of Dreams (Oscar Hammerstein II / Sigmund Romberg)
- Close as Pages in a Book (Dorothy Fields / Sigmund Romberg)
- Come Answer to Our Call (Dorothy Donnelly / Sigmund Romberg)
- Country Dance (Sigmund Romberg)
- Dance My Darlings (Oscar Hammerstein II / Sigmund Romberg)
- Deep in My Heart, Dear (Dorothy Donnelly / Sigmund Romberg)
- Desert Song Concert Version (Oscar Hammerstein II, Otto Harbach / Frank Mandel / Sigmund Romberg)
- Diana (Harold Atteridge / Sigmund Romberg)
- Dream of Love (Heinrich Berte / Dorothy Donnelly / Heinz Reichert / Sigmund Romberg / Alfred Maria Willner)
- Drinking Song (Dorothy Donnelly / Sigmund Romberg)
- East Wind (Oscar Hammerstein II / Sigmund Romberg)
- Eyes That Love (Harry Smith / Sigmund Romberg)
- Faithfully Yours (Charles Tobias / Sigmund Romberg)
- Farewell to Dreams (Gus Kahn / Sigmund Romberg)
- Flag That Flies Above Us (Dorothy Donnelly / Sigmund Romberg)
- Floating Down a Moonlight (Cyrus Woos / Sigmund Romberg)
- Flourish (Oscar Hammerstein II / Sigmund Romberg)
- For You (Dorothy Donnelly / Sigmund Romberg)
- Free to Love (Leo Robin / Sigmund Romberg / Donald J. Walker)
- From Now Onward (Sigmund Romberg)
- Fruit Pickers Song (Oscar Hammerstein II / Sigmund Romberg)
- Funny Little Sailor Man (Oscar Hammerstein II / Sigmund Romberg)
- Gaucho March (Irving Caesar / Sigmund Romberg)
- Gavotte (Dorothy Donnelly / Sigmund Romberg)
- Girl from Brazil (Sigmund Romberg)
- Girl in Pink Tights (Leo Robin / Sigmund Romberg / Donald J. Walker)
- Girl of the Golden West (Gus Kahn / Sigmund Romberg)
- Girl on the Prowl (Oscar Hammerstein II / Sigmund Romberg)
- Girls Good Bye (Dorothy Donnelly / Sigmund Romberg)
- Give a Little Get a Little Kiss (Irving Caesar / Sigmund Romberg)
- Go Away Girls (Rida Johnson Young / Sigmund Romberg)
- Go South Young Man (Edward Heyman / Sigmund Romberg)
- Going to the Devil (Leo Robin / Sigmund Romberg / Donald J. Walker)
- Golden Days (Dorothy Donnelly / Sigmund Romberg)
- Gorgeous Alexander (Oscar Hammerstein II / Sigmund Romberg)
- Gypsy Song (Rida Johnson Young / Sigmund Romberg)
- Hail Stonewall Jackson (Dorothy Donnelly / Sigmund Romberg)
- Has Anybody Seen by Bennie (Oscar Hammerstein II / Otto Harbach / Frank Mandel / Sigmund Romberg)
- Heidelberg Beloved Vision (Dorothy Donnelly / Sigmund Romberg)
- Her Soldier Boy Selection (Sigmund Romberg)
- Here We Are (Oscar Hammerstein II / Sigmund Romberg)
- How Could a Fellow Want More (Otto Harbach / Sigmund Romberg)
- Hussars March (P.G. Wodehouse / Sigmund Romberg)
- I Bring a Love Song (Oscar Hammerstein II / Sigmund Romberg)
- I Built a Dream One Day (Oscar Hammerstein II / Sigmund Romberg)
- I Dare Not Love You (Harry Smith / Sigmund Romberg)
- I Live, I Die for You (Harry Smith / Sigmund Romberg)
- I Love to Say Hello to a Girl (Alex Gerber / Sigmund Romberg)
- I Promised Their Mothers (Leo Robin / Sigmund Romberg / Donald J. Walker)
- I Wonder Why (Dorothy Donnelly / Sigmund Romberg)
- I'd Be a Fool (Oscar Hammerstein II / Sigmund Romberg)
- I'd Write a Song (Irving Caesar / Sigmund Romberg)
- I'll Be a Boyant Girl (Oscar Hammerstein II / Otto Harbach / Sigmund Romberg)
- I'm a Daughter of Peru (Irving Caesar / Sigmund Romberg)
- I'm Dancing...? (Oscar Hammerstein II / Sigmund Romberg)
- I'm Just a Sentimenta Fool (Oscar Hammerstein II / Sigmund Romberg)
- I'm Lonely (Oscra Hammerstein II / Sigmund Romberg)
- I'm Looking for Sonemone's Head (Harold Atteridge / Sigmund Romberg)
- If Only (Sigmund Romberg)
- In Heidelberg Fair (Dorothy Donnelly / Sigmund Romberg)
- In Love with Romance (Sigmund Romberg)
- In My Garden (Irving Caesar / Sigmund Romberg)
- In Old Vienna Town (Heinrich Berte / Dorothy Donnelly / Heinz Reichert / Sigmund Romberg / Alfred Maria Willner)
- In Our Little Home Sweet Home (Rida Johnson Young / Sigmund Romberg)
- In Paris and in Love (Leo Robin / Sigmund Romberg / Donald J. Walker)
- Indoor Sports (Harold Atteridge / Sigmund Romberg / Jean Schwartz)
- Intermezzo Serenade (Heinrich Berte / Dorothy Donnelly / Heinz Reichert / Sigmund Romberg / Alfred Maria Willner)
- Is It Hard to Guess (Ballard MacDonald / Sigmund Romberg)
- It (Oscar Hammerstein II / Otto Harbach / Sigmund Romberg)
- It Doesn't Cost You Anything (Dorothy Fields / Sigmund Romberg)
- It's a Wonderful World (Oscar Hammerstein II / Sigmund Romberg)
- It's a Windy Day on the Batt...? (Rida Johnson Young / Sigmund Romberg)
- Jazzdadadoo (Harold Atteridge / Sigmund Romberg)
- June Night (Dorothy Donnelly / Sigmund Romberg)
- Just Hello (Otto Harbach / Sigmund Romberg)
- Just Once Around the Clock (Oscar Hammerstein II / Sigmund Romberg)
- Just We Two (Dorothy Donnelly / Sigmund Romberg)
- Keep It Dark (Heinrich Berte / Dorothy Donnelly / Heinz Reichert / Sigmund Romberg / Alfred Maria Willner)
- Ker Choo (Dorothy Donnelly / Sigmund Romberg)
- Lady in Ermine (Alfred Goodman / Sigmund Romberg / Cyrus Wood)
- Last Waltz with You (Edward Heyman / Sigmund Romberg)
- Le Poeme (Sigmund Romberg)
- Let Em Awake (Heinrich Berte / Dorothy Donnelly / Heinz Reichert / Sigmund Romberg / Alfred Maria Willner)
- Liar (Oscar Hammerstein II / Sigmund Romberg)
- Like a Star in the Night (Edward Heyman / Sigmund Romberg)
- Little Church Around the Clock (Alex Gerber / Sigmund Romberg)
- Londonderry Air (Sigmund Romberg)
- Long Live the Night (Jack Scholl / Sigmund Romberg)
- Longing (Heinrich Berte / Dorothy Donnelly / Heinz Reichert / Sigmund Romberg / Alfred Maria Willner)
- Lordy (Oscar Hammerstein II / Sigmund Romberg)
- Lost in Loveliness (Leo Robin / Sigmund Romberg / Donald J. Walker)
- Love Is Quite a Simple Thing (Oscar Hammerstein II / Frank Mandel / Sigmund Romberg)
- Love Is the Funniest Thing (Leo Robin / Sigmund Romberg / Donald J. Walker)
- Love Song of Long Ago (Gus Kahn / Sigmund Romberg)
- Lovely Dove (Harold Atteridge / Julius Brammer / Leo Fall / Alfred Grunwald / Sigmund Romberg)
- Lover Come Back to Me (Oscar Hammerstein II / Sigmund Romberg)
- Magic Melody (Sigmund Romberg)
- Magic of Springtime (Dorothy Donnelly / Sigmund Romberg)
- March of the Owls (Edward Heyman / Sigmund Romberg)
- Mariachie (Gus Kahn / Sigmund Romberg)
- Marianne (Oscar Hammerstein II / Sigmund Romberg)
- Marriage Number (Oscar Hammerstein II / Sigmund Romberg)
- Marseilles (Harold Atteridge / Sigmund Romberg / Jean Schwartz)
- May I Come to See You (Dorothy Donnelly / Sigmund Romberg)
- May Wine (Oscar Hammerstein II / Sigmund Romberg)
- Maypole Dance (Sigmund Romberg)
- Maytime (Sigmund Romberg)
- Memories of You (Louis Weslyn / Sigmund Romberg)
- Memories Sweet Arose (Dorothy Donnelly / Sigmund Romberg)
- Mexico (Dorothy Donnelly / Sigmund Romberg)
- Millefluers (Sigmund Romberg)
- Mine (Charles Tobias / Sigmund Romberg)
- Mist on the Mirror (Edward Heyman / Sigmund Romberg)
- Moonlight and Violins (Otto Harbach / Sigmund Romberg)
- Mother (Dorothy Donnelly / Sigmund Romberg)
- Mother (Rida Johnson Young / Sigmund Romberg)
- Mr. and Mrs. (Cyrus Woos / Sigmund Romberg)
- Mr. Cupid (Dorothy Donnelly / Sigmund Romberg)
- My First Love, My Last Love (Irving Caesar / Otto Harbach / Sigmund Romberg)
- My Girl and I (Oscar Hammerstein II / Sigmund Romberg)
- My Heart Won't Say Goodbye (Leo Robin / Sigmund Romberg / Donald J. Walker)
- My Maryland (Dorothy Donnelly / Sigmund Romberg)
- My Mimosa (Dorothy Donnelly / Sigmund Romberg)
- My Model Girl (Harold Atteridge / Sigmund Romberg / Leo Stein)
- My Princess (Dorothy Donnelly / Sigmund Romberg)
- My Springtime Thou Art (Heinrich Berte / Dorothy Donnelly / Heinz Reichert / Sigmund Romberg / Alfred Maria Willner)
- Neath a New Moon (Oscar Hammerstein II / Sigmund Romberg)
- New Moon (Oscar Hammerstein II / Frank Mandel / Sigmund Romberg)
- Night Is Young (Oscar Hammerstein II / Sigmund Romberg)
- Nina Rosa (Irving Caesar / Sigmund Romberg)
- No Use Pretending (Otto Harbach / Sigmund Romberg)
- Nocturne Music (Oscar Hammerstein II / Sigmund Romberg)
- Oh Say You Can See (Dorothy Fields / Sigmund Romberg)
- Old Heidelberg Student Life (Dorothy Donnelly / Sigmund Romberg)
- Old John Barley Corn (Dorothy Donnelly / Sigmund Romberg)
- Once to Every Heart (Gus Kahn / Sigmund Romberg)
- Once Upon a Time (Sigmund Romberg)
- One Flower Grows Alone in Your Garden (Oscar Hammerstein II / Otto Harbach / Sigmund Romberg)
- One Kiss (Oscar Hammerstein II / Sigmund Romberg)
- One Kiss Iss Waiting for Me (Oscar Hammerstein II / Sigmund Romberg)
- One Step into Love (Bela Jenbach / Sigmund Romberg / M.E. Rourke / Leo Stein)
- Only One (Harry Smith / Sigmund Romberg)
- Only One Love Ever Fill the Heart (Heinrich Berte / Dorothy Donnelly / Heinz Reichert / Sigmund Romberg / Alfred Maria Willner)
- Opening and Ballett (Dorothy Donnelly / Sigmund Romberg)
- Our Ancestors (Harold Atteridge / Sigmund Romberg)
- Out of the Way (Leo Robin / Sigmund Romberg / Donald J. Walker)
- Paree (Oscar Hammerstein II / Sigmund Romberg)
- Payador (Irving Caesar / Sigmund Romberg)
- Peace to My Lonely Heart (Heinrich Berte / Dorothy Donnelly / Heinz Reichert / Sigmund Romberg / Alfred Maria Willner)
- Polka (Sigmund Romberg)
- Pompadour (Irving Caesar / Sigmund Romberg)
- Poor Little Ritz Girl (Sigmund Romberg)
- Prayer (Oscar Hammerstein II / Otto Harbach / Sigmund Romberg)
- Prelude and Feasting Song (Oscar Hammerstein II / Otto Harbach / Frank Mandel / Sigmund Romberg)
- Pretty Maid of France (Oscar Hemmerstein II / Otto Harbach / Sigmund Romberg)
- Prince Charming (Dorothy Donnelly / Sigmund Romberg)
- Princess Flavia (Harry Smith / Sigmund Romberg)
- Ragtime Pipe of Pan (Harold Atteridge / Sigmund Romberg)
- Rangers Song (Harry Smith / Sigmund Romberg)
- Regimental March (Oscar Hammerstein II / Sigmund Romberg)
- Rhythm of Romance (Edward Heyman / Sigmund Romberg)
- Rip Van Winkle (Dorothy Fields / Sigmund Romberg)
- Rose of Stamboul (Harold Atteridge / Julius Brammer / Leo Fall / Alfred Grunwald / Sigmund Romberg)
- Rosy Posy (Cyrus Woos / Sigmund Romberg)
- Sabre Song (Oscar Hammerstein II / Otto Harbach / Frank Mandel / Sigmund Romberg)
- Selling Gowns (Cyrus Woos / Sigmund Romberg)
- Senorita (Gus Kahn / Sigmund Romberg)
- Serenade (Heinrich Berte / Dorothy Donnelly / Heinz Reichert / Sigmund Romberg / Alfred Maria Willner)
- Serenade in Love (Irving Caesar / Sigmund Romberg)
- Shadows on the Moon (Gus Kahn / Sigmund Romberg)
- Silver Moon (Dorothy Donnelly / Sigmund Romberg)
- Sleeping Beauty (Oscar Hammerstein II / Sigmund Romberg)
- Softly as in a Morning Sunrise (Oscar Hammerstein II / Sigmund Romberg)
- Soldiers of Fortune (Gus Kahn / Sigmund Romberg)
- Some Day (Harry Smith / Sigmund Romberg)
- Some Smoke (Sigmund Romberg)
- Somebody Ought to Be Told (Oscar Hammerstein II / Sigmund Romberg)
- Something New Is in My Heart (Oscar Hammerstein II / Sigmund Romberg)
- Something Old, Something New (Dorothy Donnelly / Sigmund Romberg)
- Song of Farewell (Alfred Goodman / Sigmund Romberg / Cyrus Wood)
- Song of the Brass Key (Oscar Hammerstein II / Otto Harbach / Sigmund Romberg)
- Spanish Dance (Oscar Hammerstein II / Otto Harbach / Sigmund Romberg)
- Springtime of Youth (Sigmund Romberg)
- Stouthearted Men (Oscar Hammerstein II / Sigmund Romberg)
- Strawberry Jam (Sigmund Romberg)
- Student Life (Dorothy Donnelly / Sigmund Romberg)
- Student March Song (Dorothy Donnelly / Sigmund Romberg)
- Student Prince (Dorothy Donnelly / Sigmund Romberg)
- Sun Up to Sundown (Gus Kahn / Sigmund Romberg)
- Sunny River (Oscar Hammerstein II / Sigmund Romberg)
- Take Everything (Stanley Adams / Sigmund Romberg)
- Tango (Irving Caesar / Sigmund Romberg)
- Tavern Scene (Oscar Hammerstein II / Sigmund Romberg)
- Tell Me Daisy (Heinrich Berte / Dorothy Donnelly / Heinz Reichert / Sigmund Romberg / Alfred Maria Willner)
- Tell the Town Hello (Harold Atteridge / Bela Jenbach / Sigmund Romberg / Leo Stein)
- That Naughy Show (Leo Robin / Sigmund Romberg / Donald J. Walker)
- That Rare Romance (Oscar Hammerstein II / Sigmund Romberg)
- The Big Backyard (Dorothy Fields / Sigmund Romberg)
- The Boss (Dorothy Fields / Sigmund Romberg)
- The Fireman's Bride (Dorothy Fields / Sigmund Romberg)
- The Kiss Waltz (Rida Johnson Young / Sigmund Romberg)
- The Mocking Bird (Dorothy Donnelly / Sigmund Romberg)
- There Can Only Be... (Irving Caesar / Sigmund Romberg)
- There Is an Old Vienna (Heinrich Berte / Dorothy Donnelly / Heinz Reichert / Sigmund Romberg / Alfred Maria Willner)
- There's a Riot in Havana (Oscar Hammerstein II / Sigmund Romberg)
- They Gave Him a Gun (Sigmund Romberg)
- Those Lips Those Eyes (Oscar Hammerstein II / Otto Harbach / Sigmund Romberg)
- Thoughts Will Come (Dorothy Donnelly / Sigmund Romberg)
- Thousand and One Arabian Nights (Harold Atteridge / Sigmund Romberg)
- Three Little Maids (Heinrich Berte / Dorothy Donnelly / Heinz Reichert / Sigmund Romberg / Alfred Maria Willner)
- Three Wise Fools (Sigmund Romberg)
- Tirolian Woodchoppers March (Sigmund Romberg)
- Tis Love (Harry Smith / Sigmund Romberg)
- Toll Out the Hose, Boys (Leo Robin / Sigmund Romberg / Dnald J. Walker)
- Try Her Out on Dances (Oscar Hammerstein II / Sigmund Romberg)
- Twilight Voices (Harry Smith / Sigmund Romberg)
- Two Little Love Birds (Ballard MacDonald / Sigmund Romberg)
- Up in Central Park (Dorothy Fields / Sigmund Romberg)
- Up in the Elevated Railway (Leo Robin / Sigmund Romberg / Donald J. Walker)
- Valse (Sigmund Romberg)
- Viennese Nights (Oscar Hammerstein II / Sigmund Romberg)
- Wait and See (Harry Smith / Sigmund Romberg)
- Waltz (Sigmund Romberg)
- Waiting You (Oscar Hammerstein II / Sigmund Romberg)
- We're All in the Same Boat (Leo Robin / Sigmund Romberg / Donald J. Walker)
- West Ain't Wild Any More (Gus Kahn / Sigmund Romberg)
- West Point Song (P.G. Wodehouse / Sigmund Romberg)
- What Care I for the Laurels (Harry Smith / Sigmund Romberg)
- When Hearts Are Young (Sigmund Romberg)
- When I Close My Eyes (Oscar Hammerstein II / Sigmund Romberg)
- When I Grow Too Old to Dream (Oscar Hammerstein II / Sigmund Romberg)
- When Love Comes Marching Along (Gus Kahn / Sigmund Romberg)
- When Spring Awakens (Dorothy Donnelly / Sigmund Romberg)
- When You Are in Mexico (Dorothy Donnelly / Sigmund Romberg)
- When You Are Young (Oscar Hammerstein II / Sigmund Romberg)
- When You Walk in the Room (Dorothy Fields / Sigmund Romberg)
- When You're Starring...? (Harold Atteridge / Sigmund Romberg)
- Where Else But Here (Edward Heyman / Sigmund Romberg)
- Who Are We to Say (Gus Kahn / Sigmund Romberg)
- Why (Harold Atteridge / Sigmund Romberg)
- Why Must We Always Be Dreaming (P.G. Wodehouse / Sigmund Romberg)
- Will You Remember? (Sigmund Romberg / Rida Johnson Young)
- Wind in the Trees (Gus Kahn / Sigmund Romberg)
- Won't You Marry Me (Dorothy Donnelly / Sigmund Romberg)
- Written in Your Hand (Sigmund Romberg)
- You Are All I've Wanted (Otto Harbach / Sigmund Romberg)
- You Are My Woman (Oscar Hammerstein II / Sigmund Romberg)
- You Will Remember Vienna (Oscar Hammerstein II / Sigmund Romberg)
- You've Got to Be...? (Leo Robin / Sigmund Romberg / Donald J. Walker)
- Your Land and My Land (Dorothy Donnelly / Sigmund Romberg)
- Your Rose (Irving Caesar / Sigmund Romberg)
- Your Smiles Your Tears (Irving Caesar / Sigmund Romberg)
- Zing Zing Zoom Zoom (Charles Tobias / Sigmund Romberg)[3]